# Valor d'ús
El valor d'ús' (alemany: Gebrauchswert) o el valor en ús és la utilitat de consumir un bé, el poder de satisfacció d'un bé o servei en l'economia política clàssica. En la crítica de Marx a l'economia política, qualsevol producte té un valor laboral i un valor d'ús, i si es comercialitza com a mercaderia en els mercats, també té un valor de canvi, sovint expressat com a preu monetari. Marx reconeix que les mercaderies que es comercialitzen també tenen una utilitat general, implicada pel fet que la gent els vol, però argumenta que això no ens diu res sobre el caràcter específic de l'economia en què es produeixen i es venen.

## Origen del concepte
Els conceptes de valor, valor d'ús, utilitat, valor de canvi i preu tenen una història molt llarga en el pensament econòmic i filosòfic, des de Aristòtil fins a Adam Smith, i els seus significats van evolucionar. Adam Smith va reconèixer que les mercaderies poden tenir un valor de canvi, però que no satisfan cap valor d'ús, com ara diamants, mentre que una mercaderia amb un valor d'ús molt elevat pot tenir un valor de canvi molt baix, com l'aigua. Marx comenta, per exemple, que "en escriptors anglesos del segle xvii sovint vam valorar" en sentit de valor en ús "i" valorar "en el sentit del valor de canvi." Amb l'expansió de l'economia de mercat, però, l'enfocament dels economistes ha estat cada cop més en els preus i les relacions de preus, el procés social d'intercanvi com a tal se suposa que es produeix com un fet donat naturalment.
Marx destaca que el valor d'ús d'un producte laboral és pràctic i objectivament determinat. és a dir, es basa en les característiques intrínseques d'un producte que li permeten satisfer una necessitat humana o voler. Per tant, el valor d'ús d'un producte existeix com una realitat material vis-a-vis necessitats socials, independentment de la necessitat individual d'una persona determinada. El valor d'ús d'una mercaderia és específicament un valor d'ús social, el que significa que té un valor d'ús generalment acceptat per a altres persones en la societat, i no només per al productor.